# Liste der Auslandsvertretungen Pakistans

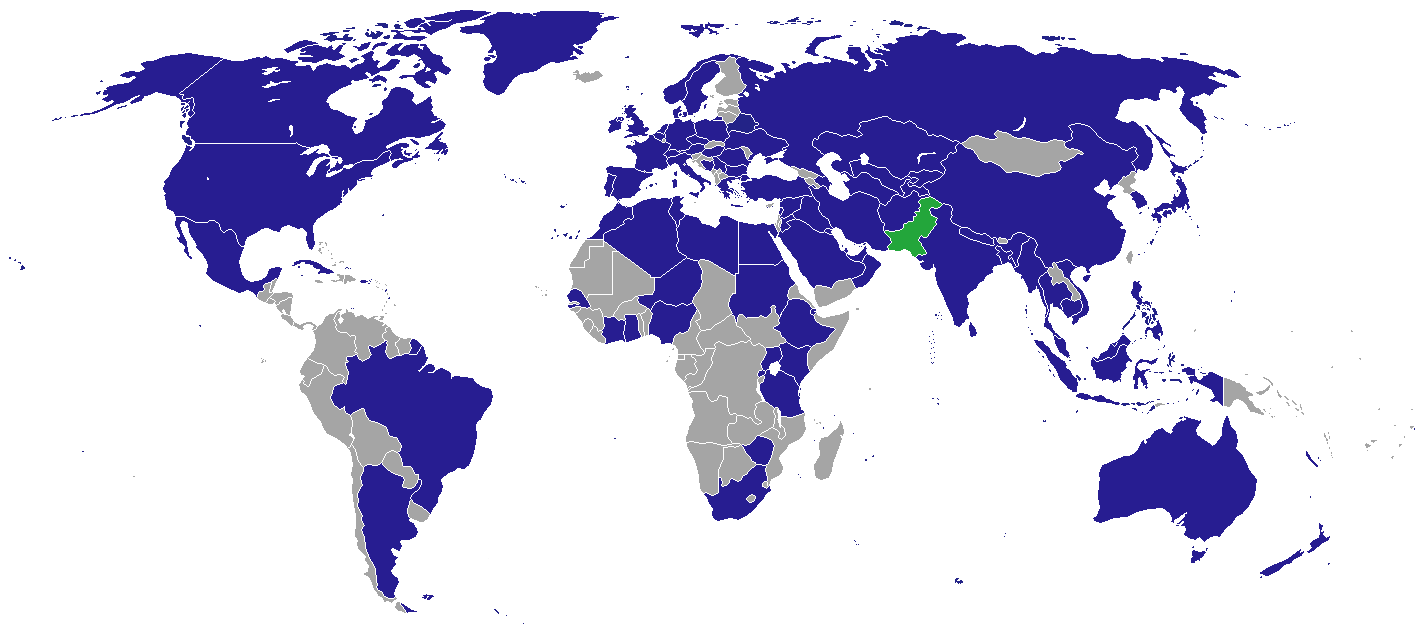
Staaten mit diplomatischen Beziehungen zu Pakistan

Dies ist eine Liste der diplomatischen und konsularischen Vertretungen Pakistans.

## Diplomatische und konsularische Vertretungen

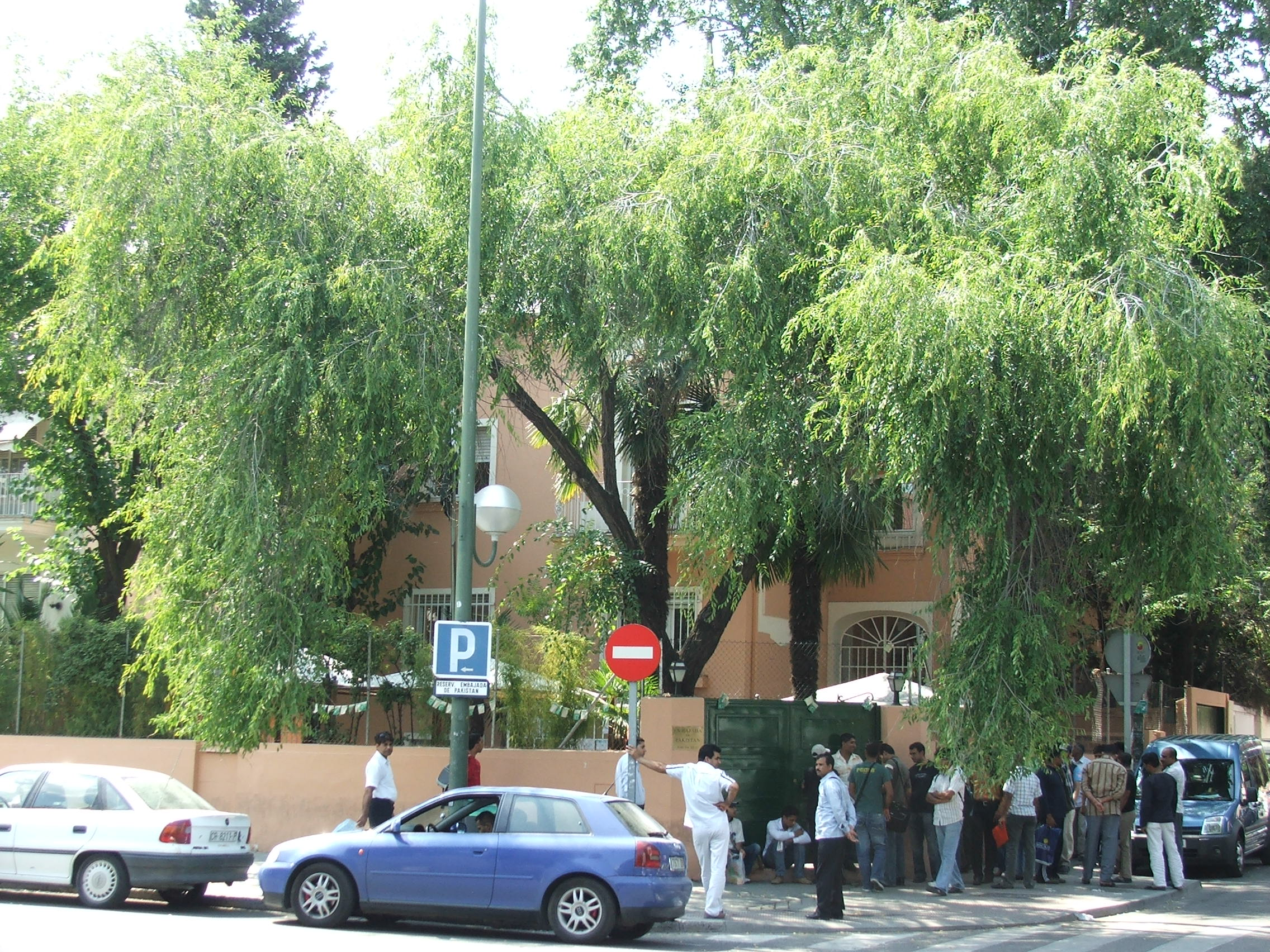
Pakistanische Botschaft in Madrid

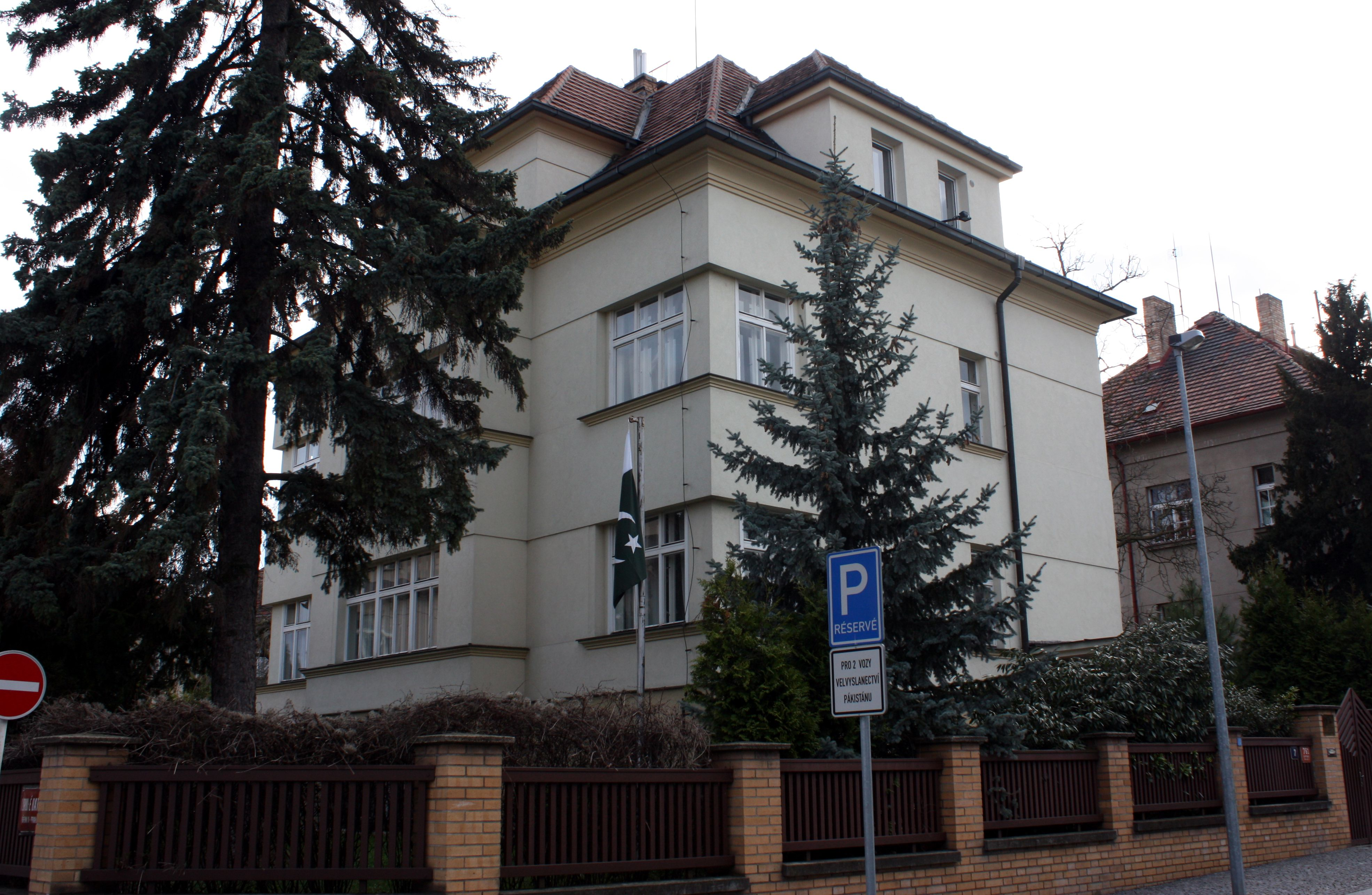
Pakistanische Botschaft in Prag

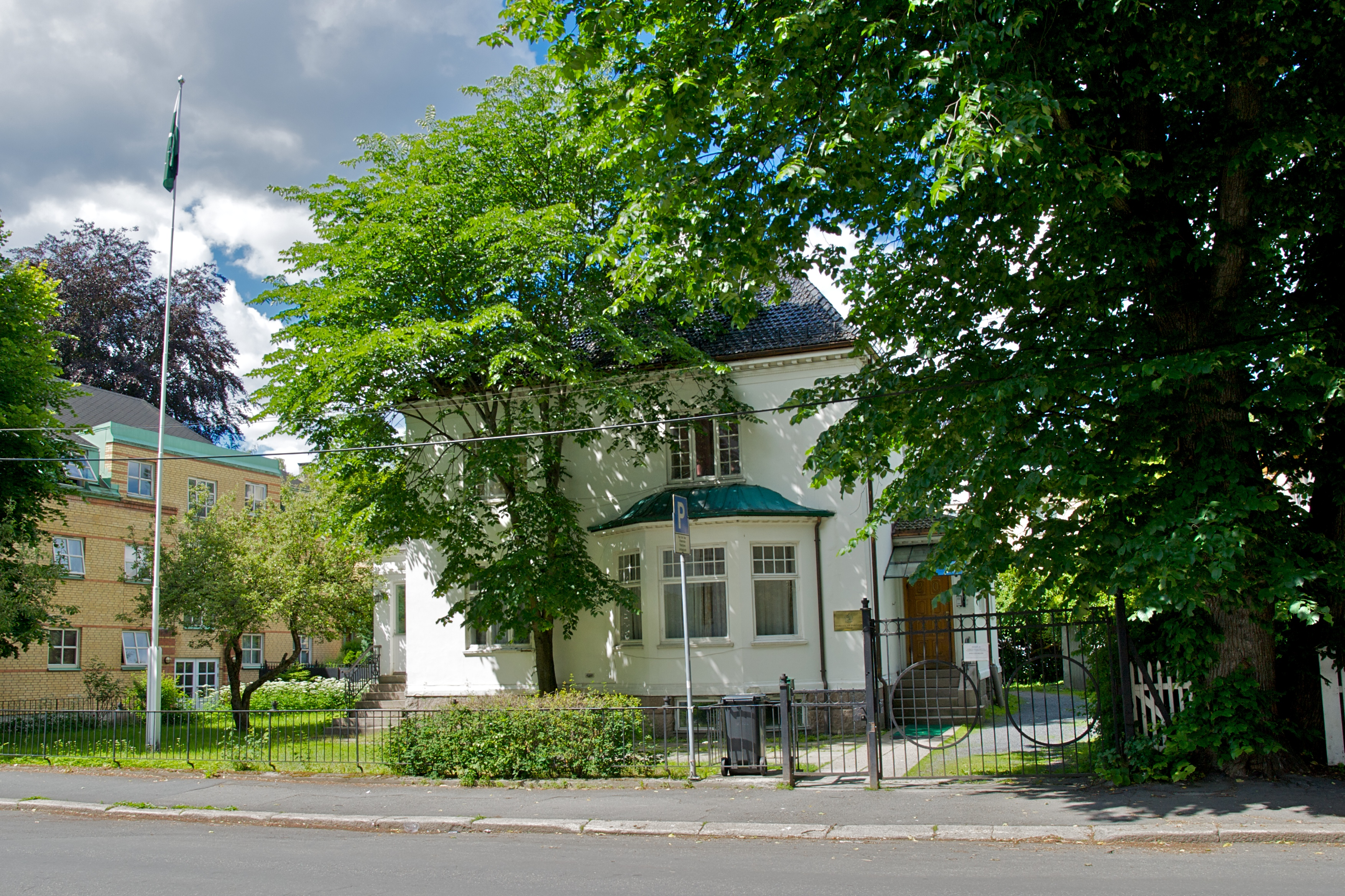
Pakistanische Botschaft in Oslo

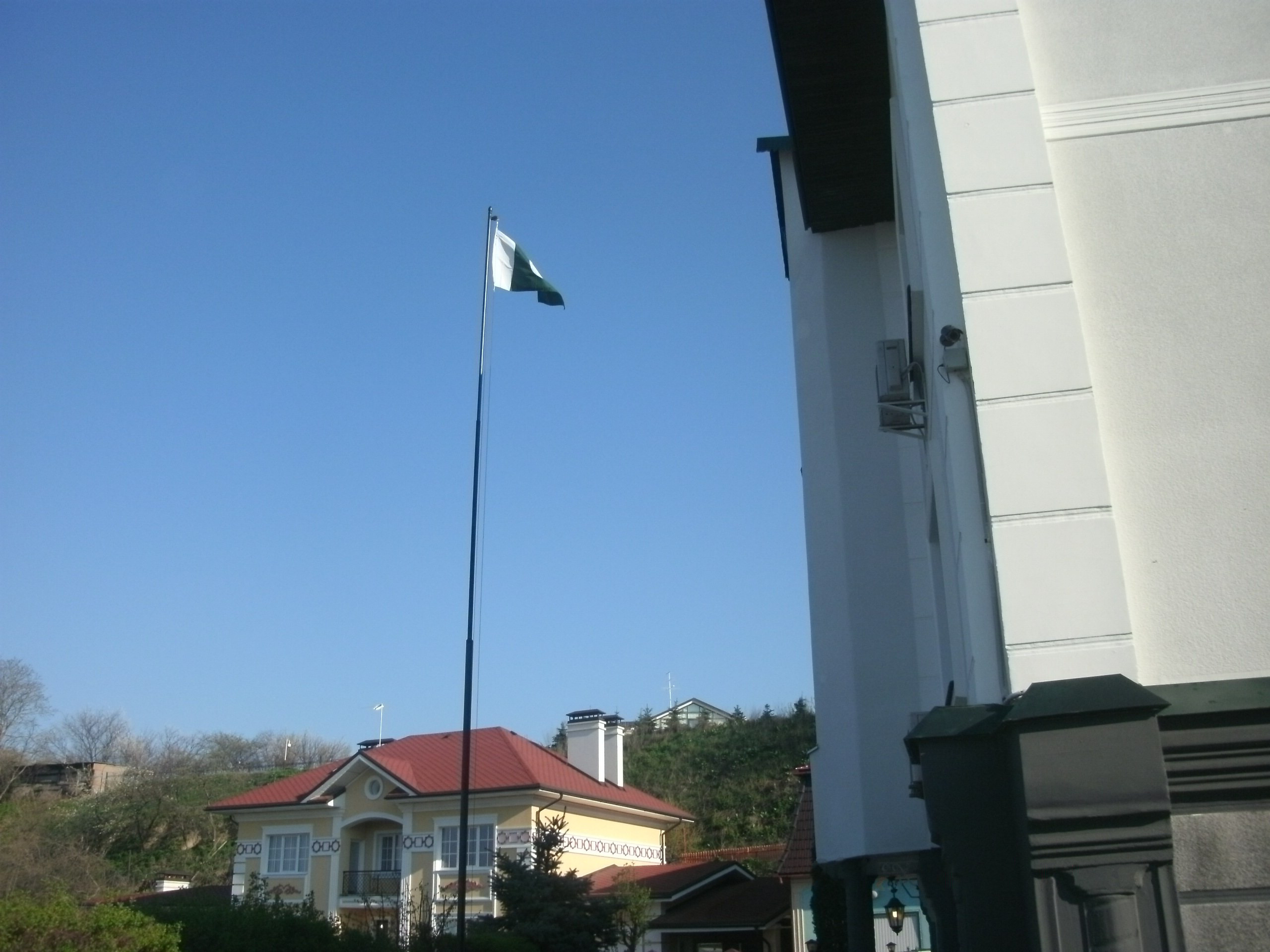
Pakistanische Botschaft in Kiew

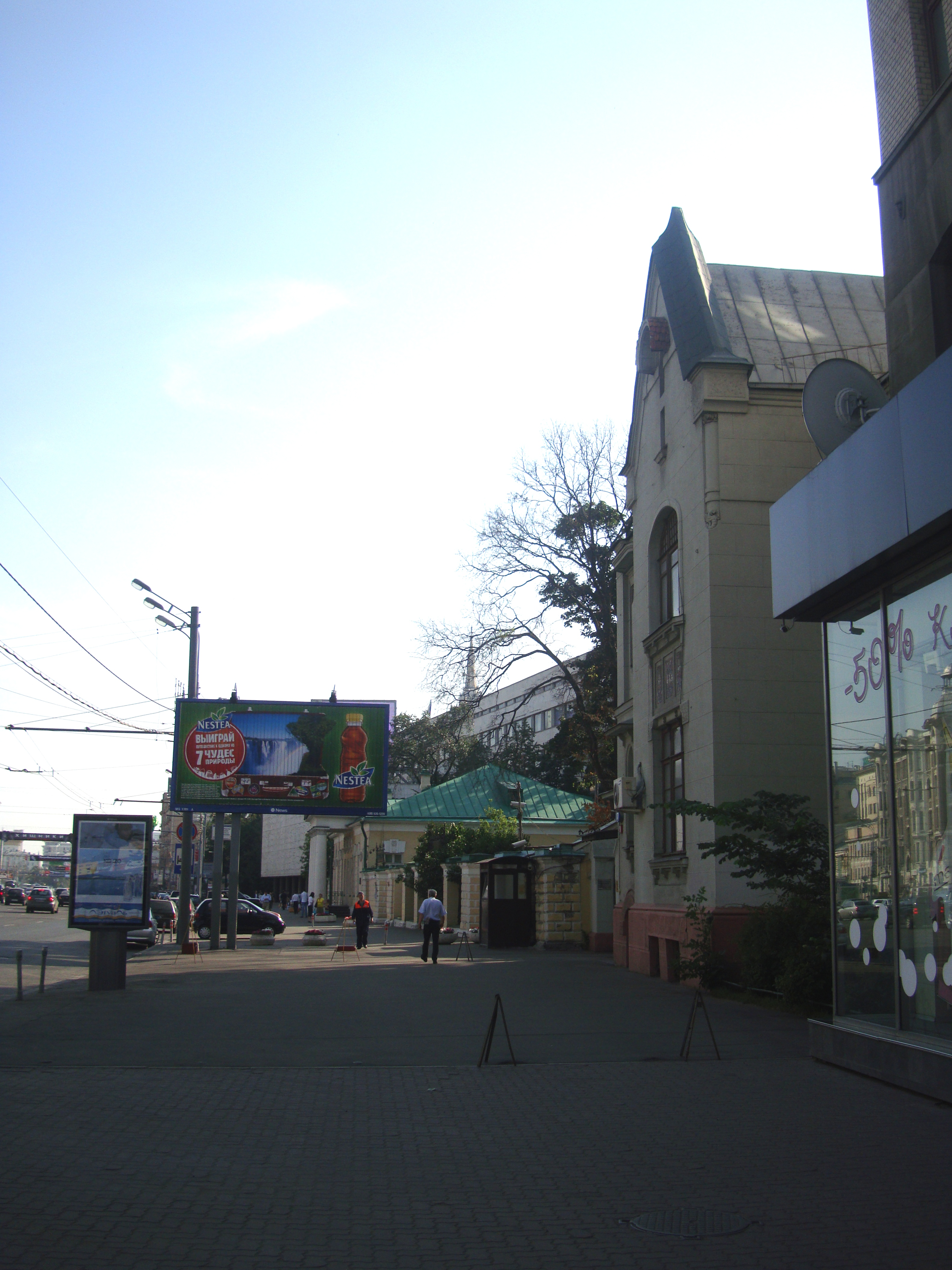
Pakistanische Botschaft in Moskau

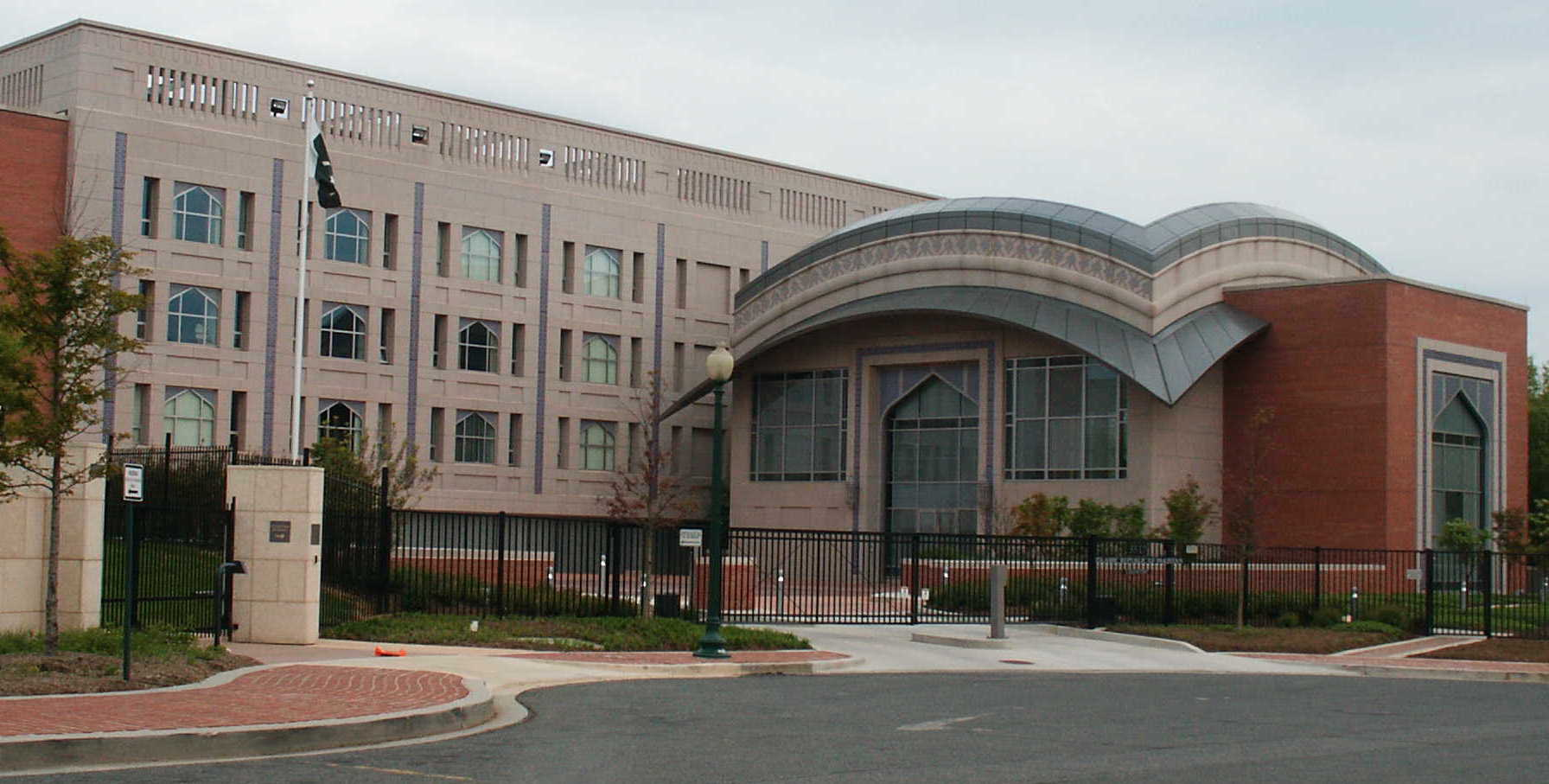
Pakistanische Botschaft in Washington, D.C.

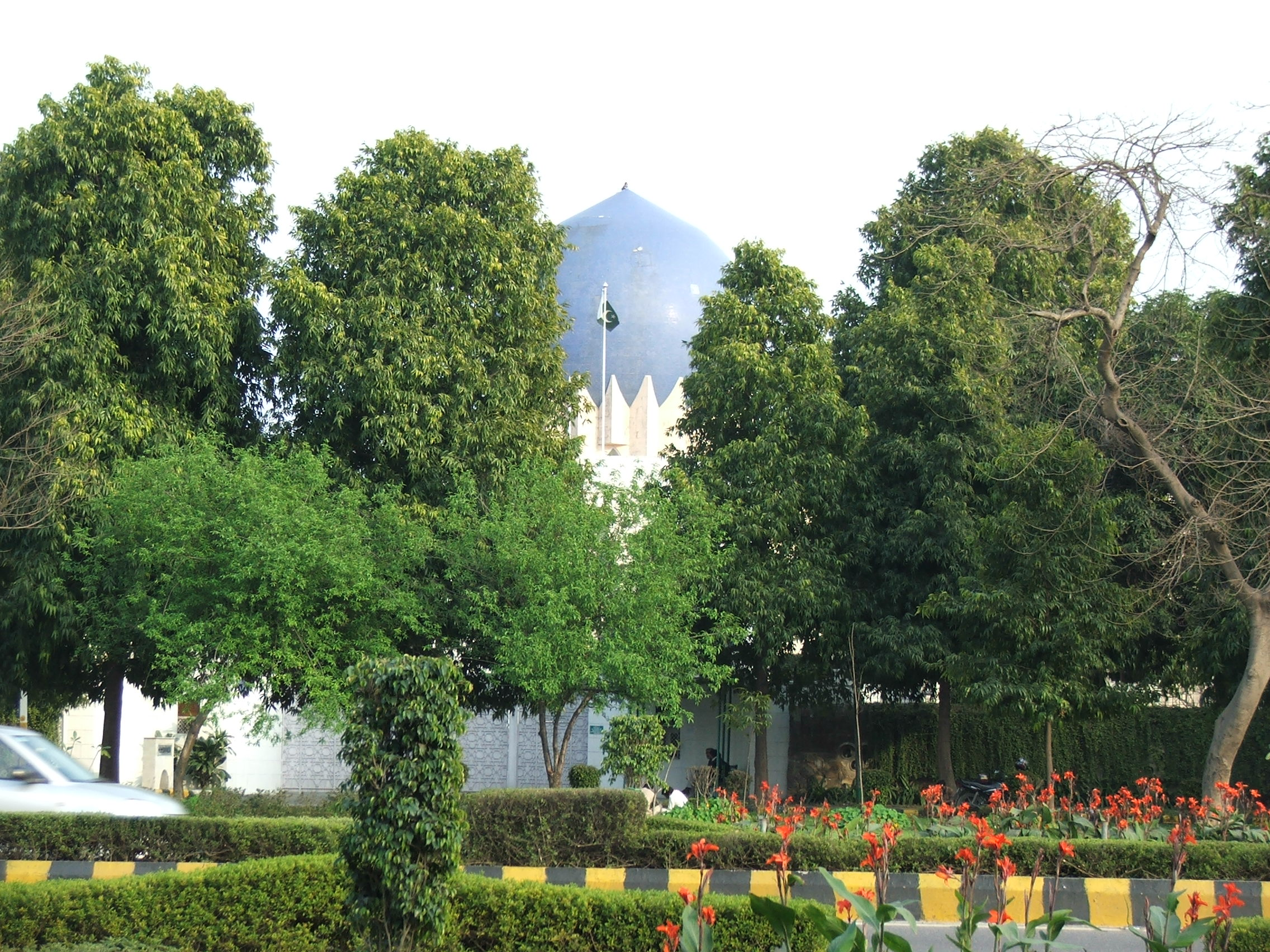
Pakistanische Hohe Kommission in Neu-Delhi

### Afrika
| - Ägypten: Kairo, Botschaft - Algerien: Algier, Botschaft - Äthiopien: Addis Abeba, Botschaft - Dschibuti: Dschibuti-Stadt, Botschaft - Elfenbeinküste: Abidjan, Botschaft - Ghana: Accra, Hohe Kommission - Kenia: Nairobi, Hohe Kommission - Libyen: Tripolis, Botschaft - Mauritius: Port Louis, Hohe Kommission - Marokko: Rabat, Botschaft | - Niger: Niamey, Botschaft - Nigeria: Abuja, Hohe Kommission - Senegal: Dakar, Botschaft - Simbabwe: Harare, Botschaft - Südafrika: Pretoria, Hohe Kommission - Sudan: Khartum, Botschaft - Tansania: Daressalam, Hohe Kommission - Tunesien: Tunis, Botschaft - Uganda: Kampala, Hohe Kommission |

### Asien
| - Afghanistan: Kabul, Botschaft - Afghanistan: Herat, Generalkonsulat - Afghanistan: Dschalalabad, Generalkonsulat - Afghanistan: Kandahar, Generalkonsulat - Afghanistan: Masar-e Scharif, Generalkonsulat - Aserbaidschan: Baku, Botschaft - Bahrain: Manama, Botschaft - Bangladesch: Dhaka, Hohe Kommission - Brunei: Bandar Seri Begawan, Hohe Kommission - Volksrepublik China: Peking, Botschaft - Volksrepublik China: Chengdu, Generalkonsulat - Volksrepublik China: Guangzhou, Generalkonsulat - Volksrepublik China: Hongkong, Generalkonsulat - Volksrepublik China: Shanghai, Generalkonsulat - Indien: Neu-Delhi, Hohe Kommission - Indonesien: Jakarta, Botschaft - Iran: Teheran, Botschaft - Iran: Maschhad, Konsulat - Iran: Zahedan, Konsulat - Irak: Bagdad, Botschaft - Japan: Tokio, Botschaft - Jemen: Sanaa, Botschaft - Jordanien: Amman, Botschaft - Kasachstan: Astana, Botschaft - Katar: Doha, Botschaft | - Kambodscha: Phnom Penh, Botschaft - Kirgisistan: Bischkek, Botschaft - Kuwait: Kuwait, Botschaft - Libanon: Beirut, Botschaft - Malaysia: Kuala Lumpur, Hohe Kommission - Malediven: Malé, Hohe Kommission - Myanmar: Rangun, Botschaft - Nepal: Kathmandu, Botschaft - Nordkorea: Pjöngjang, Botschaft - Oman: Maskat, Botschaft - Philippinen: Manila, Botschaft - Saudi-Arabien: Riad, Botschaft - Saudi-Arabien: Dschidda, Generalkonsulat - Singapur: Singapur, Hohe Kommission - Sri Lanka: Colombo, Hohe Kommission - Südkorea: Seoul, Botschaft - Syrien: Damaskus, Botschaft - Tadschikistan: Duschanbe, Botschaft - Thailand: Bangkok, Botschaft - Turkmenistan: Aşgabat, Botschaft - Usbekistan: Taschkent, Botschaft - Vereinigte Arabische Emirate: Abu Dhabi, Botschaft - Vereinigte Arabische Emirate: Dubai, Generalkonsulat - Vietnam: Hanoi, Botschaft |

### Australien und Ozeanien
- Australien: Canberra, Hohe Kommission
- Australien: Melbourne, Generalkonsulat
- Australien: Sydney, Generalkonsulat
- Neuseeland: Wellington, Hohe Kommission

### Europa
| - Belarus: Minsk, Botschaft - Belgien: Brüssel, Botschaft - Bosnien und Herzegowina: Sarajevo, Botschaft - Bulgarien: Sofia, Botschaft - Dänemark: Kopenhagen, Botschaft - Deutschland: Berlin, Botschaft - Deutschland: Frankfurt, Generalkonsulat - Deutschland: München, Generalkonsulat - Frankreich: Paris, Botschaft - Griechenland: Athen, Botschaft - Irland: Dublin, Botschaft - Italien: Rom, Botschaft - Italien: Mailand, Generalkonsulat - Niederlande: Den Haag, Botschaft - Norwegen: Oslo, Botschaft - Österreich: Wien, Botschaft - Polen: Warschau, Botschaft - Portugal: Lissabon, Botschaft | - Rumänien: Bukarest, Botschaft - Russland: Moskau, Botschaft - Schweden: Stockholm, Botschaft - Schweiz: Bern, Botschaft - Serbien: Belgrad, Botschaft - Spanien: Madrid, Botschaft - Spanien: Barcelona, Generalkonsulat - Tschechien: Prag, Botschaft - Türkei: Ankara, Botschaft - Türkei: Istanbul, Generalkonsulat - Ukraine: Kiew, Botschaft - Ungarn: Budapest, Botschaft - Vereinigtes Königreich: London, Hohe Kommission - Vereinigtes Königreich: Manchester, Generalkonsulat - Vereinigtes Königreich: Birmingham, Konsulat - Vereinigtes Königreich: Bradford, Konsulat - Vereinigtes Königreich: Glasgow, Konsulat |

### Nordamerika
| - Kanada: Ottawa, Hohe Kommission - Kanada: Montreal, Generalkonsulat - Kanada: Toronto, Generalkonsulat - Kanada: Vancouver, Generalkonsulat - Kuba: Havanna, Botschaft - Mexiko: Mexiko-Stadt, Botschaft | - Vereinigte Staaten: Washington, D.C., Botschaft - Vereinigte Staaten: Chicago, Generalkonsulat - Vereinigte Staaten: Houston, Generalkonsulat - Vereinigte Staaten: Los Angeles, Generalkonsulat - Vereinigte Staaten: New York, Generalkonsulat |

### Südamerika
- Argentinien: Buenos Aires, Botschaft
- Brasilien: Brasília, Botschaft

## Vertretungen bei internationalen Organisationen
- Europäische Union: Brüssel, Mission
- Vereinte Nationen: New York, Ständige Vertretung
- Vereinte Nationen: Genf, Ständige Vertretung
- Vereinte Nationen: Wien, Ständige Vertretung
- UNESCO: Paris, Ständige Vertretung